# Atig
Atig (russisch А́тиг) ist eine Siedlung städtischen Typs in der Oblast Swerdlowsk in Russland mit 3405 Einwohnern (Stand 14. Oktober 2010).

## Geographie
Der Ort liegt etwa 75 km Luftlinie westsüdwestlich des Oblastverwaltungszentrums Jekaterinburg auf der westlichen, europäischen Seite des mittleren Ural. Er befindet sich am dort zum Atigski prud (Teich) angestauten Fluss Bolschoi Atig (Großer Atig), der wenig südlich in den rechten Ufa-Nebenfluss Serga mündet.
Atig gehört zum Rajon Nischneserginski und liegt knapp 10 km ostnordöstlich von dessen Verwaltungszentrum Nischnije Sergi. Die Siedlung ist Sitz und einzige Ortschaft der gleichnamigen Stadtgemeinde (gorodskoje posselenije) Rabotschi possjolok Atig („Arbeitersiedlung Atig“).

## Geschichte
Der Ort geht vermutlich auf eine ältere baschkirische Ansiedlung zurück, unweit der sich in den 1740er-Jahren auch Russen ansiedelten, nachdem in Nischnije Sergi und Werchnije Sergi Eisenwerke errichtet worden waren. Atig befindet sich etwa auf halbem Weg zwischen diesen Orten. Als eigentliches Gründungsjahr gilt jedoch 1790, als auch in Atig ein Eisenwerk den Betrieb aufnahm. Nach der vorübergehenden Schließung des Werkes 1891 wurden dort ab 1897 Metallerzeugnisse hergestellt. 1929 erhielt Atig den Status einer Siedlung städtischen Typs.

### Bevölkerungsentwicklung
| Jahr | Einwohner |
| ---- | --------- |
| 1939 | 3634      |
| 1959 | 4220      |
| 1970 | 4239      |
| 1979 | 4462      |
| 1989 | 4499      |
| 2002 | 3906      |
| 2010 | 3405      |

Anmerkung: Volkszählungsdaten

## Verkehr
In Atig befindet sich ein Bahnhof bei Kilometer 270 der 1916 als West-Ural-Eisenbahn eröffneten Strecke von Kalino (bei Tschussowoi) über Druschinino nach Berdjausch. Von Atig führte eine Güteranschlussstrecke nach Werchnije Sergi, die jedoch 2012 stillgelegt und abgebaut wurde.
Nordwestlich werden Atig und das benachbarte Nischnije Sergi von einer Regionalstraße umgangen, die beim knapp 20 km nördlich gelegenen Druschinino von der föderalen Fernstraße R242 Perm – Jekaterinburg abzweigt, zunächst der Bahnstrecke bis Michailowsk nach Süden folgt und dann in westlicher Richtung über Arti nach Krasnoufimsk führt. Die ursprüngliche Straße führt durch die Ortslagen von Atig, wo eine Nebenstraße nach Werchnije Sergi beginnt, und Nischnije Sergi. 